# إيبيدوت

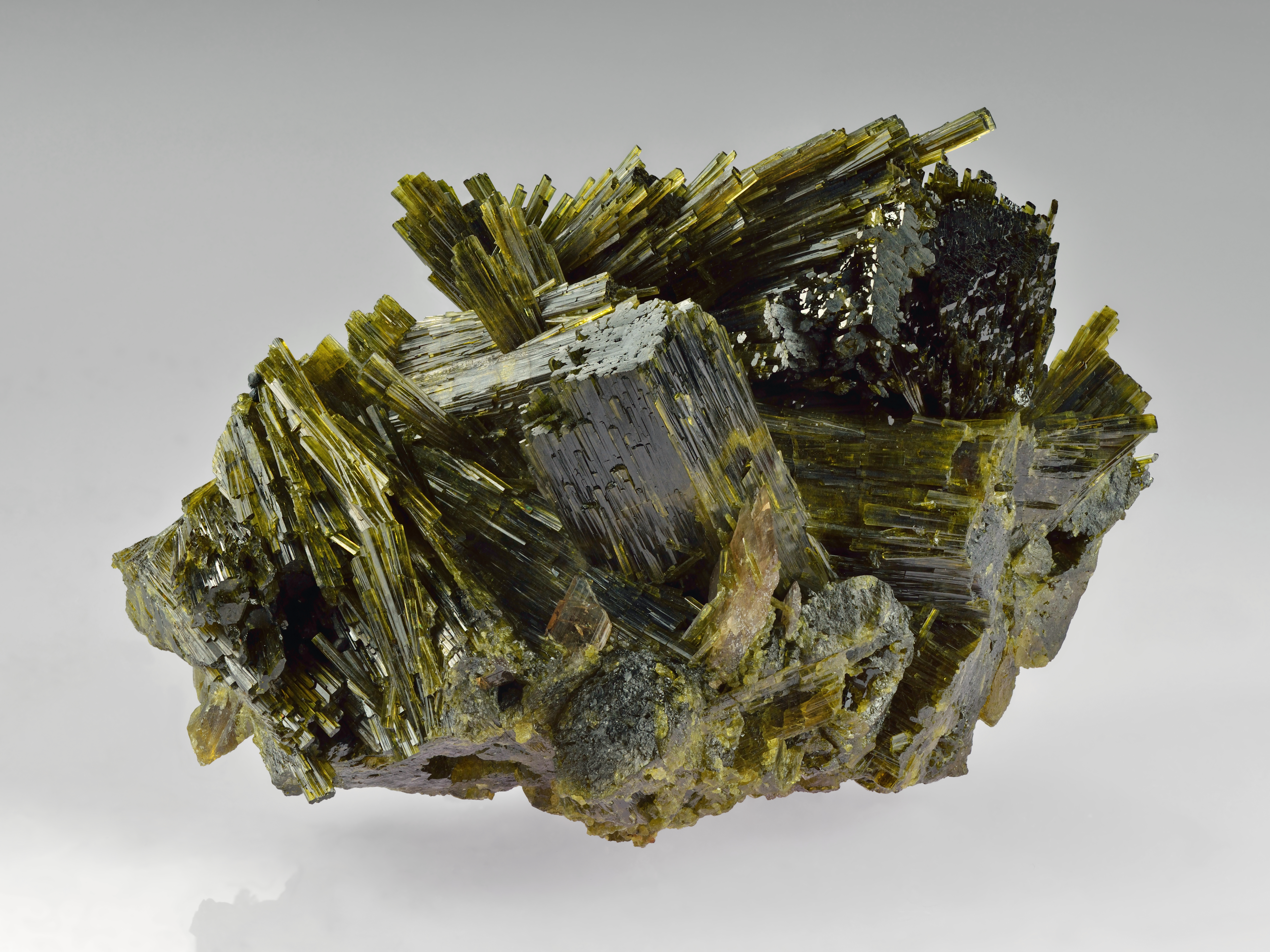
الإيبيدوت

الإيبيدوت هو معدن سيليكي من الكالسيوم والألمنيوم والحديد صيغته الكيميائيةCa2Al2(Fe3+;Al)(SiO4)(Si2O7)O(OH)
, يمتاز الإيبيدوت الهش الكثيف نسبياً بتصفحه لذا نادراً ما يتم قطعه كحجر كريم بلوراته صفراء أو خضراء عمدانية أو بنية داكنة مخروطية.
وأوجهها مخططة خطوطاً دقيقة موازية لطول البلورة,ويمتاز الإيبيدوت بخاصية تعدد الألوان سواء اللون الأصفر أو الأخضر أو البني والصخرة المتكونة أساساً من الإيبيدوت يمكن صقلها وبيعها على أنها أوناكيت.

## تواجده
البلورات الخضراء الداكنة تتواجد في جبال الألب النمساوية والفرنسية ويوجد الإيبيدوت أيضاً في الإتحاد السوفيتي السابق وإيطاليا وجزر إلبا (بإيطاليا) وموزمبيق والمكسيك.